# 活動写真 (アニメーション)
『活動写真』（かつどうしゃしん）、あるいは『松本フラグメント』（Matsumoto fragment）は、日本最古のアニメーションとみられる作品。作者は不明。1907年から1912年頃に作成されたことが明らかとなっており、西洋のアニメーション作品が日本に流入する前に作成されたものである可能性がある。2005年に京都において再発見された。
この3秒間のフィルムは少年が帽子を振り、「活動写真」という文字を書く姿を描いている。フレームは幻灯機スライド作成用の装置を用いて赤と黒で謄写されており、フィルムは連続再生されるように初めと終わりがつなげられている。

## 概要
『活動写真』は16fpsで3秒間の動画で、セルロイドのコマ50フレーム分の上に描かれた漫画的図像の連続で構成されている。内容はセーラー服を着用した少年が漢字で「活動写真」と右から左へ書き、その後鑑賞者側へ振り返って帽子を振ったのち敬礼をするというものである。本来のタイトルは不明であり『活動写真』は仮称である。
伝統的なアニメとは違い、コマは撮影によって作成されたものではなく、ステンシルを用いて型押しされたものである。これは合羽版という幻灯機スライド作成法で行われている。 35mmフィルム上の絵は赤と黒で表現されていて、ループ再生のためにフィルムの端がつなげられている 。

## 背景
回転のぞき絵などに用いられる玩具用の初期の印刷アニメーションフィルムは投影アニメーションフィルムに先立って存在した。ドイツの玩具メーカーであるビングは1898年にニュルンベルクで開かれた玩具祭でシネマトグラフを出品しており、すぐに他の玩具メーカーも同様の玩具を販売するようになった。そうした玩具向けの実写フィルム作成はコストがかさんだため、早くとも1898年には玩具用アニメーションフィルムが販売されるようになり、それらは連続再生のために端をつなげられていることがあった。日本にはドイツ製のこのような装置を輸入する者は遅くとも1904年には存在しており 、そのためのフィルムにアニメーションループが含まれていたとみられている。

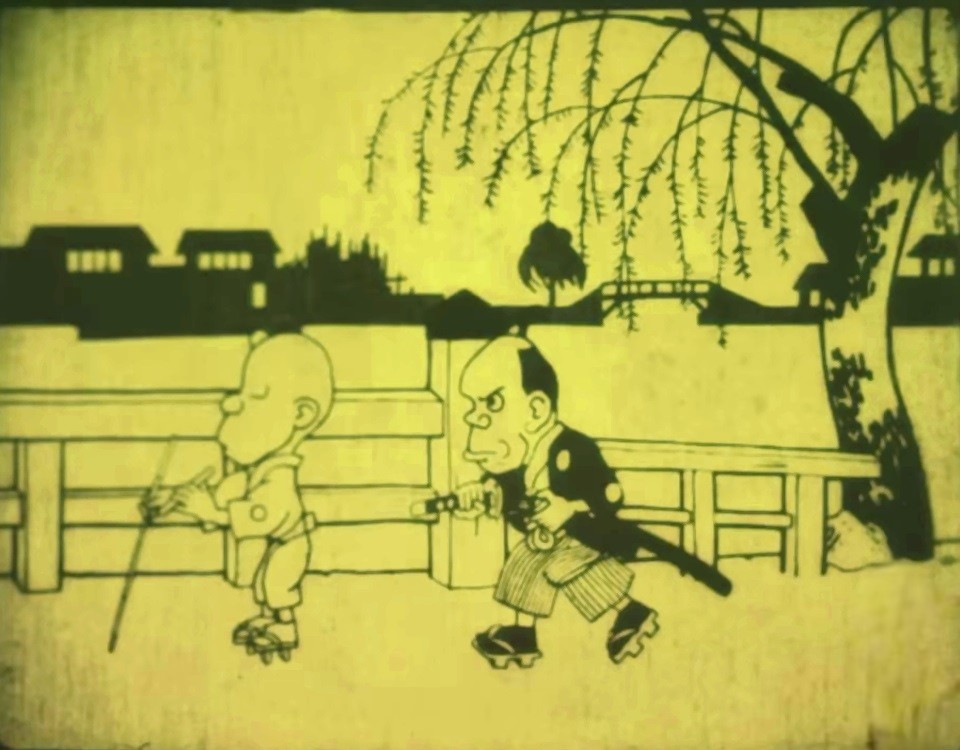
幸内純一の『塙凹内名刀之巻』のようなアニメ作品は、日本では1917年に劇場公開されはじめる。

投射フィルムの技術が西洋から日本に伝わったのは1896年から1897年の間である。初期に日本の劇場で上映されたのは外国映画で、上映されたことが確定しているものとしては1912年4月15日に東京で上映されたエミール・コールの『ニッパルの変形』（Les Exploits de Feu Follet）などがある。下川凹天、北山清太郎、幸内純一らの作品は1917年に、日本で最初のアニメーション映画として劇場公開された。これらのフィルムは一時散逸したが、家庭で手持ちプロジェクターを用いて鑑賞するための「玩具映画」版で再発見されている。再発見されたもっとも古いものとして、1917年公開の『塙凹内名刀之巻』が、『なまくら刀』というタイトルで家庭用フィルムにされたものがある。

## 再発見
2004年12月、大阪芸術大学で図像学を研究している松本夏樹が京都の古道具屋から連絡を受けた 。古道具屋は京都の旧家からフィルムや映写機のコレクションを入手し、松本はその次の月にこれを購入した。コレクションは3つのプロジェクターと11の35ミリフィルム、13の幻灯機用スライドを含んでいた。
そのコレクションの中から松本が、状態の悪い『活動写真』を発見した 。コレクションは3つの西洋アニメーションフィルムも含んでおり 、活動写真はドイツなどの西洋のアニメーションを模して作成されたと思われている。プロジェクターが製造されたと思われる時期などの証拠に基づいて、松本とアニメーション史研究家の津堅信之はフィルムは明治後期に作成されたものであると推測している。歴史家のフレデリック・S・リッテンは、制作年が1905年以前・1912年以降とは考え難く、1907年であろうと推測している 。当時日本国内に映画館は珍しく 、『活動写真』は家庭用プロジェクターで用いるために富裕層向けに売り出された大量生産品であることを証拠は示唆している。作成者は不明であり 、松本は印刷技術と品質が比較的低いことから小さな企業が制作したのではないかと見ている。
この再発見は日本のメディアを大きく揺るがせた。推測されている制作年が正しければ、このフィルムはエミール・コールやアメリカのウィンザー・マッケイ、J. Stuart Blacktonと同時代かそれより前の作品であることとなる。朝日新聞は明治時代のアニメーションが発見されたことの重要性を認めたが、 その上で「『活動写真』がアニメーションであると呼べるかどうかは疑問である」旨記述し、日本のアニメーションの系譜における位置については留保した説明をしている。